# Cancuén
Cancuén è un sito archeologico costruito dalla civiltà Maya situato nella sotto-regione del Río de la Pasión in Guatemala, nel dipartimento di Petén. La città possiede uno dei palazzi più grandi della civiltà Maya.
Cancuén fu una città importante nel periodo classico, raggiungendo il maggiore splendore intorno al 600. La città era un centro commerciale importante specializzato nello scambio di materiale come giada, pirite e ossidiana. La sua posizione strategica presso il fiume Pasion fu importante al fine di dominare la rotta commerciale della regione. Taj Chan Ahk, uno dei governatori più importanti della zona, fece costruire il palazzo della città nel 770. Il palazzo si estendeva per oltre 23.000 m² e possedeva 200 stanze. La città aveva due giardini adibiti al gioco del tlachtli, una grande zona di mercato e un molo presso il fiume. La città non possiede molti templi o siti di sepoltura in quanto si pensa che gli abitanti adorassero e seppellissero i morti presso le montagne vicine. Dozzine di corpi sono stati trovati vicino alla base della piramide centrale. Diverse ricerche mostrano che i corpi erano stati giustiziati e buttati dentro a una cisterna.. Il massacro avvenne intorno all'800, periodo in cui iniziò il declino della civiltà dei Maya.
Il sito venne riscoperto nel 1905 dall'esploratore austriaco Teoberto Maler. Durante le prime ricerche non vennero ritrovati manufatti di grande importanza, e ciò portò a pensare che il sito fosse una città vassallo poco importante. Cancuén rimase largamente inesplorata fino al 1967, quando gli studenti della università di Harvard scoprirono le rovine del palazzo più grande costruito dai Maya. Il palazzo è formato da 200 stanze e 12 patii, e le sue mura sono spesse fino a 180 centimetri. Altre ricerche hanno stabilito che la città si estendeva per circa 3 km quadrati.